# Cioropcani
Cioropcani è un comune della Moldavia situato nel distretto di Ungheni di 2.677 abitanti al censimento del 2004.

## Località
Il comune è formato dall'insieme della seguenti località (popolazione 2004):
- Cioropcani (1.569 abitanti)
- Bulhac (229 abitanti)
- Stolniceni (879 abitanti)